# Batrachorhina griseiventris
Batrachorhina griseiventris là một loài bọ cánh cứng trong họ Cerambycidae.